# Wojciech Rostafiński
Wojciech Antoni Rostafiński, ps. „Masłowski” (ur. 19 września 1921 w Warszawie, zm. 6 lipca 2002 tamże) – polski żołnierz Armii Krajowej walczący podczas II wojny światowej. Po wojnie był naukowcem oraz inżynierem pracującym dla amerykańskiej agencji rządowej NASA.
Był wnukiem wybitnego naukowca i prekursora florystyki polskiej Józefa Rostafińskiego, synem Jana Rostafińskiego.

## Życiorys
Uczęszczał do państwowego Gimnazjum i Liceum im. Adama Mickiewicza w Warszawie, gdzie zdał maturę w 1939 r. Był członkiem przedwojennego harcerstwa polskiego – 5 Warszawskiej Drużynie Harcerskiej. W grudniu 1942 roku ukończył konspiracyjną szkołę podchorążych i został żołnierzem dywersji w szeregach ZWZ, a potem AK. W 1944 brał udział w powstaniu warszawskim – Zgrupowanie Śródmieście-Północ jako członek plutonu „Rygiel”, którego później został dowódcą. Został odznaczony Krzyżem Walecznych, a na końcu powstania także Orderem Virtuti Militari (V kl.) oraz awansowany na podporucznika czasu wojny.
Po niewoli niemieckiej znalazł się we Francji, gdzie zaciągnął się ponownie do służby w Wojsku Polskim. W 1945 roku otrzymał akademickie stypendium z funduszy 2 Korpusu PSZ we Włoszech i rozpoczął studia na politechnice – Ecoles Speciales – uniwersytetu w Louvain w Belgii. W 1948 roku ukończył studia z dyplomem inżyniera. Po krótkim okresie pracy w hutach z ramienia laboratorium analizy chemicznej uniwersytetu rozpoczął pracę w belgijskim przemyśle. W lecie 1949 ożenił się z Marią Sikorską, studentką romanistyki w Louvain.
W 1953 roku przeprowadził się do Stanów Zjednoczonych, gdzie ukończył studia doktorskie na Columbia University. Wkrótce otrzymał także pracę w grupie badawczej NASA. Do jego obowiązków należało kierowanie projektami powierzonymi amerykańskiemu przemysłowi – badania mające na celu polepszenie sprawności sprężarek osiowych do nowego typu silników odrzutowych, nowych systemów napędu pomp na ciekły wodór i ciekły tlen dla rakiet.
Niezależnie przeprowadzał także własne badania, analizujące systemy stosowane w lotach kosmicznych. M.in. jako pierwszy na świecie opracował kompletny matematyczny model zjawiska przechodzenia fal głosowych w przewodach zgiętych, został on potwierdzony doświadczalnie.
Obok pracy naukowej i zawodowej w oparciu o bogate materiały NASA, zajmował się popularyzacją nauk ścisłych, historii nauki oraz podboju Kosmosu. Był wieloletnim członkiem NASA Speaker’s Bureau. Przeprowadził dziesiątki odczytów dla szkół, stowarzyszeń społecznych, korporacji itp. W latach siedemdziesiątych na zaproszenie polskiego serwisu rozgłośni Głos Ameryki nagrywał audycje o najnowszych osiągnięciach NASA i amerykańskiej technologii. Jego artykuły o podboju Kosmosu były drukowane w wielu krajach na czterech kontynentach, w tym, mimo cenzury w latach 70., także w Polsce.
W sumie w prasie zamieścił co najmniej trzysta artykułów popularyzujących naukę, opisów z podróży oraz szkiców historycznych. Opublikował trzy książki, w tym „Niedostrzegalne Światy” – książkę popularyzującą zagadnienia fizyki oraz eksplorację Kosmosu.
Za bezinteresowną służbę dla kultury narodowej w 1993 roku otrzymał w polskiej ambasadzie w Waszyngtonie komandorię Orderu Odrodzenia Polski, a w 1998 roku komandorię Orderu Zasługi Rzeczypospolitej Polskiej.
W uznaniu zasług Wojciecha Rostafińskiego jego nazwisko zostało umieszczone w Alei Zasłużonych w badaniach kosmosu Space Walk of Fame.